# Ożarów (gmina)
Pour les articles homonymes, voir Ożarów.
La gmina d'Ożarów est une commune urbaine-rurale de la voïvodie de Sainte-Croix et du powiat d'Opatów. Elle s'étend sur 183,29 km2 et comptait 11 452 habitants en 2006. Son siège est la ville d’Ożarów qui se situe à environ 20 kilomètres au nord-est d’Opatów et à 74 kilomètres à l'est de Kielce.

## Villages
Hormis la ville d'Ożarów, la gmina d'Ożarów comprend les villages et localités de Biedrzychów, Binkowice, Czachów, Dębno, Gliniany, Grochocice, Jakubowice, Janików, Jankowice, Janopol, Janów, Janowice, Julianów, Karsy, Kruków, Lasocin, Maruszów, Niemcówka, Nowe, Pisary, Polesie Mikułowskie, Potok, Potok-Kolonia, Prusy, Przybysławice, Śmiłów, Sobótka, Sobów, Śródborze, Stróża, Suchodółka, Szymanówka, Tominy, Wlonice, Wojciechówka, Wólka Chrapanowska, Wyszmontów et Zawada.

## Gminy voisines
La gmina d'Ożarów est voisine des gminy d'Annopol, Ćmielów, Dwikozy, Tarłów, Wilczyce, Wojciechowice et Zawichost.